# Nivelle
Nivelle là một xã ở trong tỉnh Nord ở miền bắc nước Pháp. Xã này có diện tích 5,92 km², dân số năm 1999 là 1187 người. Xã nằm ở khu vực có độ cao trung bình 22 mét trên mực nước biển.